# Абрамівка (Вишгородський район)
Абра́мівка — село в Україні, у Вишгородському районі Київської області. Входить до складу Димерської селищної громади.

## Географія
Розташоване над річкою Здвиж. У селі розташована ботанічна пам'ятка природи «Абрамівський дуб».

### Клімат
| Клімат Абрамівки          | Клімат Абрамівки | Клімат Абрамівки | Клімат Абрамівки | Клімат Абрамівки | Клімат Абрамівки | Клімат Абрамівки | Клімат Абрамівки | Клімат Абрамівки | Клімат Абрамівки | Клімат Абрамівки | Клімат Абрамівки | Клімат Абрамівки | Клімат Абрамівки |
| Показник                  | Січ.             | Лют.             | Бер.             | Квіт.            | Трав.            | Черв.            | Лип.             | Серп.            | Вер.             | Жовт.            | Лист.            | Груд.            | Рік              |
| Середній максимум, °C     | −2,7             | −1,2             | 4,1              | 13,5             | 20,5             | 23,6             | 24,7             | 24,0             | 19,1             | 12,1             | 4,7              | 0,0              | 11               |
| Середня температура, °C   | −5,6             | −4,4             | 0,5              | 8,7              | 15,1             | 18,3             | 19,5             | 18,6             | 14,1             | 8,1              | 2,1              | −2,4             | 7                |
| Середній мінімум, °C      | −8,5             | −7,5             | −3               | 4,0              | 9,7              | 13,1             | 14,3             | 13,3             | 9,1              | 4,1              | −0,4             | −4,8             | 3                |
| Норма опадів, мм          | 42               | 37               | 34               | 47               | 52               | 78               | 88               | 66               | 51               | 38               | 47               | 47               | 627              |
| ------------------------- | ---------------- | ---------------- | ---------------- | ---------------- | ---------------- | ---------------- | ---------------- | ---------------- | ---------------- | ---------------- | ---------------- | ---------------- | ---------------- |
| Джерело: climate-data.org |                  |                  |                  |                  |                  |                  |                  |                  |                  |                  |                  |                  |                  |

## Історія
За даними польського дослідника Каспера Нєсєцького, колишній гетьман України Павло Тетеря отримав від короля Польщі посади барського та ніжинського старост, маєтки, зокрема, Демидів, Литурівка, Абрагамівка, Раківка, Вороньківка.
Наступні згадки про Абрамівку в історичних джерелах належать до 1691 року.
За бойові заслуги на фронтах нацистсько-радянської війни 58 жителів Абрамівки нагороджено орденами й медалями СРСР. О. І. Лошаков удостоєний звання Героя Радянського Союзу.
Сучасний статус:
З урахуванням адміністративно-територіальної реформи в Україні, більшість сільських рад були об'єднані у територіальні громади. Село Абрамівка, разом з Дудками та Савенками, зараз входить до складу Димерської селищної територіальної громади. 
Населення:
Інформація про зміну населення села Абрамівка Вишгородського району доступна з деяких періодів:
•	1864 рік: За даними Лаврентія Похилевича, у селі проживало 242 людини.
•	Початок 1970-х років (за даними «Історії міст і сіл Української РСР»): Населення становило 473 чоловіка.
•	2001 рік (за даними перепису населення): Населення села Абрамівка (без підпорядкованих сіл Дудки та Савенки) становило 214 осіб. Загальне населення Абрамівської сільської ради (разом з Дудками та Савенками) на той час складало 379 осіб.
В «Історії міст і сіл Української РСР» про Абрамівку початку 1970-х було подано таку інформацію:

| Абрамівка - село, центр сільської Ради, розташоване за 62 км від Києва і за 26 км від залізничної станції Клавдієве. Населення - 473 чоловіка. Сільраді підпорядковані населені пункти Дудки і Савенки. В Абрамівці є відділення радгоспу «Катюжанський» (центральна садиба - в с. Катюжанці). У селі працюють восьмирічна школа, клуб, бібліотека[3]. |
У селі підключена електрика, підведено газ, є свердловини. Поруч з ділянками проходить газ та світло, є можливість підключення водопостачання. Існує маршрутне автобусне сполучення.

## Вихідці з села
- інженер М. О. Артеменко — лауреат Державної премії СРСР,
- Лошаков Опанас Ілліч (1912—1944) — радянський військовик, учасник Другої світової війни, Герой Радянського Союзу.
- Юрченко Олександр Олегович (1971-2014) — старший лейтенант Збройних сил України, учасник російсько-української війни 2014—2024.

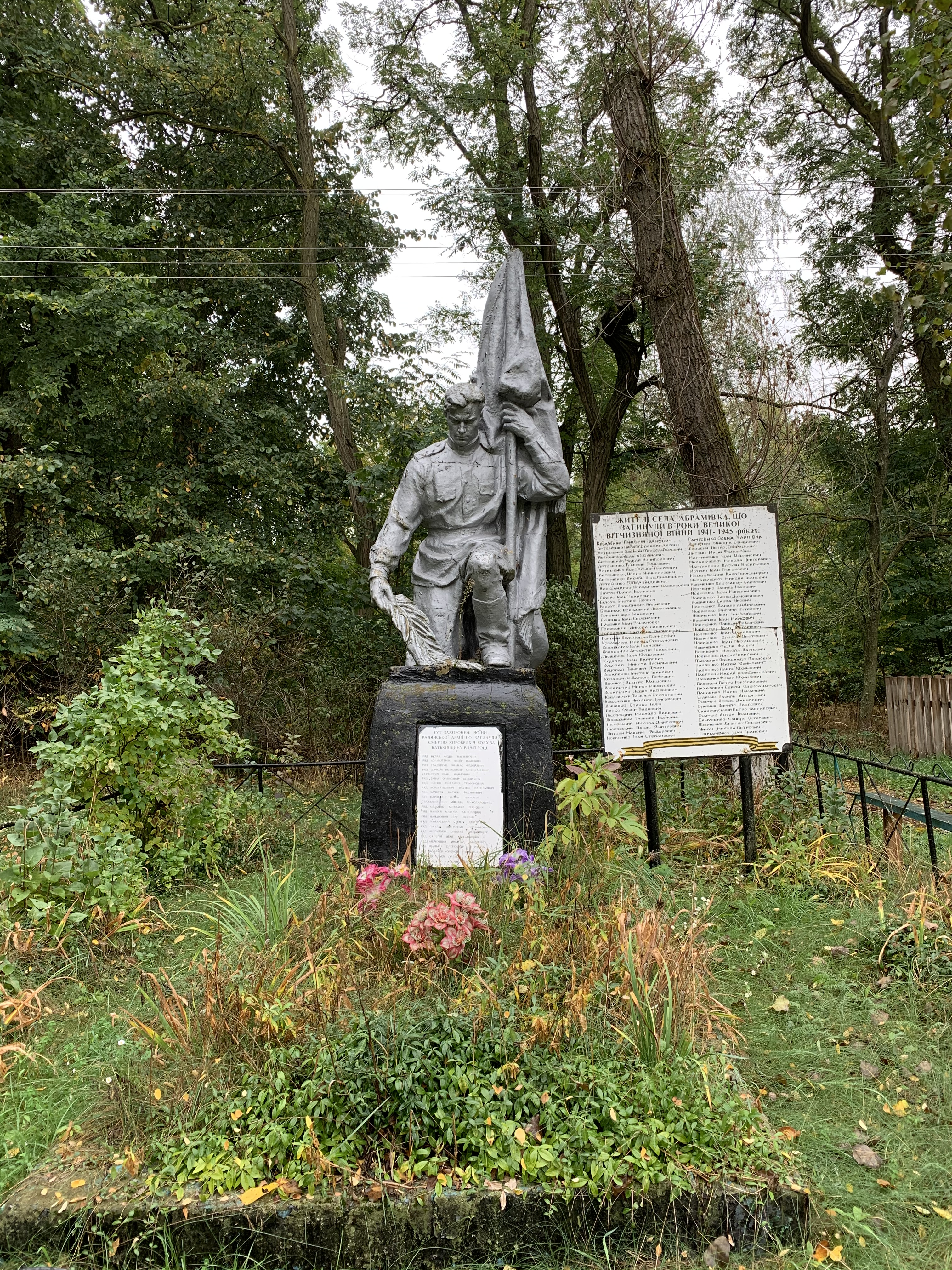
Братська могила 21 радянського солдата